# Jackie Pigeaud
Jackie Pigeaud (Saint-Hilaire-des-Loges, 18 maggio 1937 – Orvault, 13 novembre 2016) è stato un latinista e storico della medicina francese.
È stato professore all'Università di Nantes e membro dell'Institut universitaire de France.
Il suo campo di ricerca era la relazione dell'anima e del corpo nella tradizione del pensiero medico.

## Opere
- (Ed.), Théroigne de Méricourt, La Lettre-mélancolie, Lettre adressée en 1801 à Danton (mort en... 1794), transcripte par Jean-Pierre Ghersenzon, Verdier / L'Éther Vague, 2005.
- La maladie de l'âme. Etude sur la relation de l'âme et du coprs dans la tradition médico-philosophique antique (thèse de doctorat, pubbl. 1981), rist. con una nuova prefazione 2006, Les Belles Lettres, 590pp. ISBN 2-251-32842-4.
- L'Art et le Vivant, Gallimard, 1995. ISBN 2-07-073135-9.
- Poétiques du corps. Aux origines de la médecine, Les Belles Lettres, L'Age d'or, 2008, 706pp. ISBN 2251420320
- Melancholia: Le malaise de l'individu, Payot, Manuels Payot, 2008, 272pp. ISBN 2228901768.